# 渡河入林
《渡河入林》（Across the River and into the Trees），美國作家欧内斯特·海明威的长篇小說，執筆於1949年，當時他從義大利旅行打獵回國。故事以美國南北戰爭為背景，描寫坎特威爾上校（Colonel antwell）與19歲的義大利姑娘蕾納塔（Renata）的純真愛情。一般評論家認為這是一部失敗的作品，海明威飽受江郎才盡的譏評。
郝維稱坎特威爾上校為海明威的最後一個浪漫英雄，他有三十年的從軍生涯，在戰場上殺死122名敵人，這些英勇的事蹟足以讓他的上司妒嫉。一戰期間他來到義大利，遇見了美麗的蕾納塔，兩人發生了性關係，他陪著美女在威尼斯遊船的種種情節，「矯揉造作甚至虛偽的對話」，只是一場白日夢。
莫頓（Morton Zabel）在國家週刊中宣稱“作者最糟糕的一部作品，缺乏創作力，語言拙劣，僅僅是自爽的玩票性質”（ "the poorest thing its author has ever done – poor with a feebleness of invention, a dullness of language, and a self-parodying style and theme."） 這本書徹底暴露了海明威的各種致命弱點，被譏為江郎才盡，代之以衰老和消沉；但馬奎茲卻說“這部最不成功的小說是他最美麗的作品。就像他自己披露的那樣，這部作品最初是做為短篇小說來寫的，後來誤入長篇小說的叢林中。在一位如此博學的技師筆下，會存在那麼多結構上的裂縫和那麼多文化構造上的差錯，是難以理解的。他是文學史上最傑出的、善寫對話的能工巧匠之一，在他的作品中同時存在若干那麼矯揉造作甚至虛偽的對話，也是不可理解的。”“沒有《渡河入林》，就沒有《老人與海》。”